# Евдокимовский (Челябинская область)
Евдокимовский — упразднённый хутор в Саткинском районе Челябинской области России. Входил в состав Магнитского сельсовета. Исключен из учётных данных в 1985 году.

## География
Располагался на правом берегу реки Малый Бердяуш в месте впадения в неё реки Малая Калагаза, на расстоянии примерно 2 км по прямой к северу от поселка Малый Бердяуш.

## История
По данным на 1970 год входил в состав Магнитского сельсовета.
Исключен из учётных данных решением Челябинского облисполкома от 30 декабря 1985 года № 573.

## Население
| 1970 | 1977 | 1983 |
| ---- | ---- | ---- |
| 6    | ↗8   | ↘5   |